# Elecciones presidenciales de Azerbaiyán de 2013
En Azerbaiyán se realizaron elecciones presidenciales el 9 de octubre de 2013. Ilham Aliyev ganó con un 84,6% del voto y el candidato opositor Jamil Hasanli obtuvo un 5,5% del voto. La participación electoral de estos comicios en Azerbaiyán fue de poco más del 72%. Los resultados electorales se publicaron en la aplicación móvil del Comité Central Electoral antes de comenzar la votación.

## Candidaturas

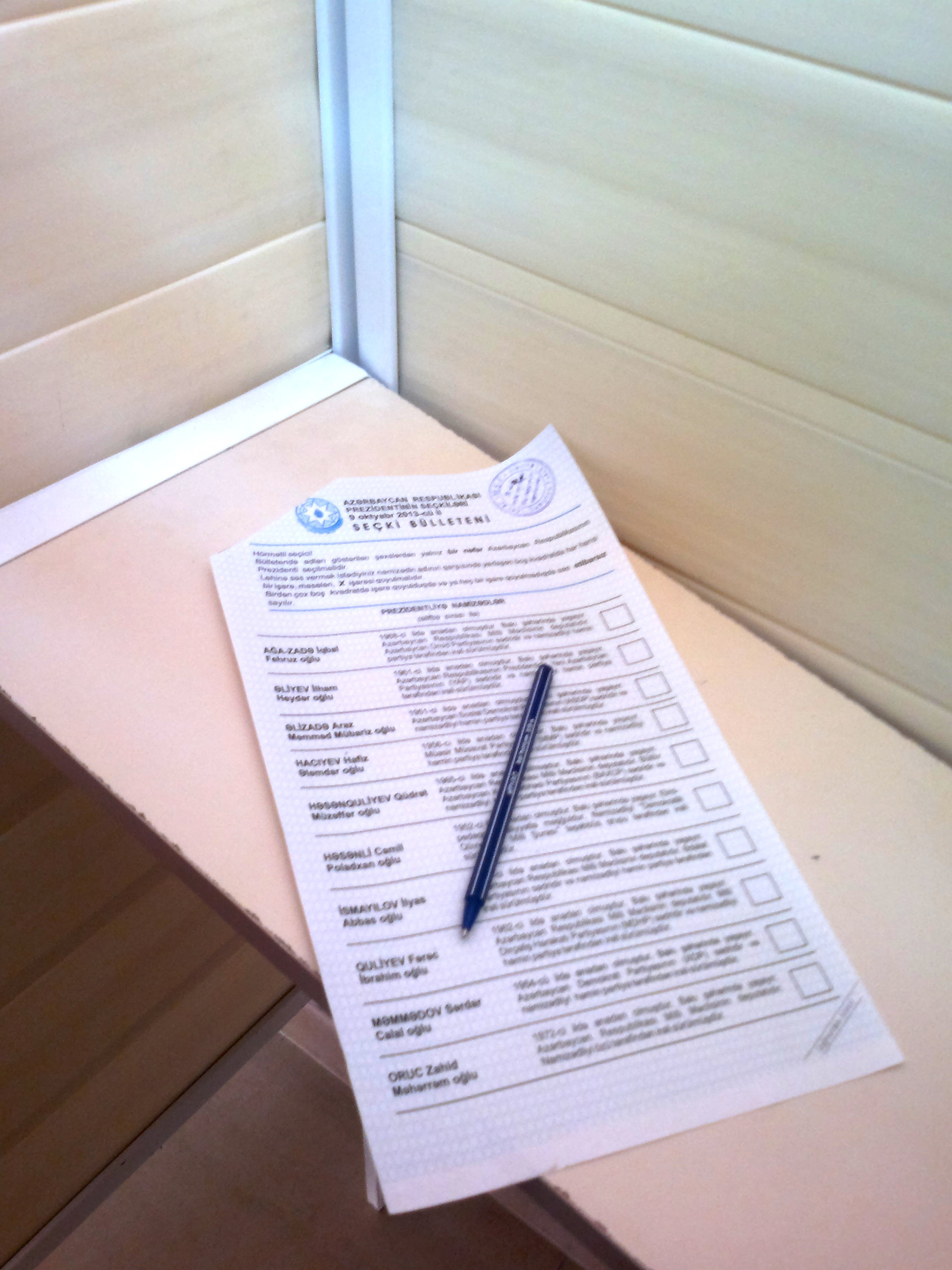
Azerbaijan President Elections 2013 bulletin

El 7 de junio de 2013, el partido Nuevo Azerbaiyán propuso al presidente titular Ilham Aliyev como su candidato.
Jamil Hasanli se convirtió en el candidato del bloque opositor Consejo Nacional de Fuerzas Democráticas después de que las autoridades impidieron presentar su candidatura al popular director de cine Rustam Ibraguimbékov por tener doble ciudadanía, azerbaiyana y rusa.

## Observadores internacionales
- Organización para la Seguridad y la Cooperación en Europa — Según un comunicado «Limitaciones de las libertades fundamentales de reunión, asociación y expresión, falta de igualdad de condiciones y denuncias de intimidación» caracterizaron el proceso electoral.[2]

## Resultados
| Candidato                          | Partido/Alianza                                 | Votos     | %     |
| ---------------------------------- | ----------------------------------------------- | --------- | ----- |
| Ilham Aliyev                       | Nuevo Azerbaiyán                                | 3.126.113 | 84,54 |
| Jamil Hasanli                      | Consejo Nacional de Fuerzas Democráticas        | 204.642   | 5,53  |
| Igbal Aghazade                     | Esperanza Azerbaiyán                            | 88.723    | 2,40  |
| Gudrat Hasanguliyev                | Partido Frente Popular de Azerbaiyán            | 73.702    | 1,99  |
| Zahid Oruj                         | Independiente                                   | 53.839    | 1,46  |
| Ilyas Ismayılov                    | Partido de la Justicia                          | 39.722    | 1,07  |
| Araz Alizade                       | Partido Socialdemócrata de Azerbaiyán           | 32.069    | 0,87  |
| Faraj Guliyev                      | Partido del Movimiento de Renacimiento Nacional | 31.926    | 0,86  |
| Hafiz Hajiyev                      | Igualdad Moderna                                | 24.461    | 0,66  |
| Sardar Mammadov                    | Partido Demócrata de Azerbaiyán                 | 22.773    | 0,62  |
| Votos en blanco/inválidos          | Votos en blanco/inválidos                       | 36.622    | –     |
| Total                              | Total                                           | 3.734.592 | 100   |
| Votantes registrados/participación | Votantes registrados/participación              | 5.214.787 | 71.62 |
| Fuente: CEC                        |                                                 |           |       |